# Den hundredetårige der stak af fra regningen og forsvandt
Den hundredetårige der stak af fra regningen og forsvandt (svensk: Hundraettåringen som smet från notan och försvann) er en svensk film, der havde dansk premiere den 25. december 2016. Filmningen begyndte den 23. maj 2016. Filmen er en fortsættelse af Den hundredårige der kravlede ud ad vinduet og forsvandt fra 2013, der var en filmatisering af bogen af samme navn. Fortællingen er modsat Den hundredårige der kravlede ud ad vinduet og forsvandt ikke baseret på en bog af Jonas Jonasson.
Han har dog sammen med Hans Ingemansson, Felix Herngren og Måns Herngren skrevet fortællingen. For manus står Hans Ingemansson og Felix Herngren. Robert Gustafsson kommer til at gentage rollen som Allan Karlsson, der nu er 101 år gammel.  

## Plot
Filmen starter, hvor sidste film sluttede. Efter et år på Bali er Allan Karlsson fyldt 101 år. Pengene er ved at være brugt. Julius finder ud af, at Allan Karlsson har gemt opskriften på en rød sodavand kaldet Folkesodavand, hvorefter de vælger at løbe fra regningen. Sammen med vennerne Julius og Benny vælger de at sætte kurs mod Berlin med CIA i ryggen.

## Modtagelse
Soundvenues anmelder, Anders Hjort, gav filmen fire stjerner ud af seks mulige og skriver blandt andet, "at vi igen får serveret en omgang let fordøjelig svensk feel good-humor for fuld udblæsning" og "hvis man har trang til – for blot en stund – at blive beamet væk fra nyhederne om alle de frygtelige ting, der sker i vores verden i disse dage, er denne svenske fjollefilm perfekt til lejligheden". Han skriver desuden, at Robert Gustafsson som Allan Karlsson står "stærkest i billedet"; en karakter som er "underspillet og ramt lige på kornet", men filmen kunne "godt have været turneret mere anarkistisk og være trukket længere ud over kanten".
Berlingskes anmelder, Jacob Wendt Jensen, gav filmen tre stjerner ud af seks mulige.